# Medionops
Genre
Medionops est un genre d'araignées aranéomorphes de la famille des Caponiidae.

## Distribution
Les espèces de ce genre se rencontrent en Amérique du Sud, à la Trinité et au Panama.

## Liste des espèces
Selon World Spider Catalog (version 22.5, 04/11/2021) :
- Medionops blades Sánchez-Ruiz & Brescovit, 2017
- Medionops carolinae Martínez, Sánchez-Ruiz & Bonaldo, 2021
- Medionops cauca Martínez, Sánchez-Ruiz & Bonaldo, 2021
- Medionops cesari (Dupérré, 2014)
- Medionops claudiae Sánchez-Ruiz & Brescovit, 2017
- Medionops luiscarlosi Martínez, Sánchez-Ruiz & Bonaldo, 2021
- Medionops murici Sánchez-Ruiz & Brescovit, 2017
- Medionops ramirezi Sánchez-Ruiz & Brescovit, 2017
- Medionops santarosa Martínez, Sánchez-Ruiz & Bonaldo, 2021
- Medionops simla (Chickering, 1967)
- Medionops tabay Sánchez-Ruiz & Brescovit, 2017

## Publication originale
- Sánchez-Ruiz & Brescovit, 2017 : « A new genus with seven species of the subfamily Nopinae (Araneae, Caponiidae) from the Neotropical region. » Zootaxa, no 4291(1), p. 117-143.